# Cagliari Calcio 2014-2015
Questa voce raccoglie le informazioni riguardanti il Cagliari Calcio nelle competizioni ufficiali della stagione 2014-2015.

## Stagione
In vista della nuova stagione il ritiro si svolge a Sappada dal 13 fino al 31 luglio, sotto la guida tecnica del neo allenatore Zdeněk Zeman.
Nella prima gara ufficiale del 23 agosto valevole per il terzo turno di Coppa Italia il Cagliari supera il Catania allo Stadio Sant'Elia per 2-0 con reti di Sau e Farias, conquistando il passaggio del turno.
Il 31 agosto la squadra esordisce in campionato pareggiando 1-1 sul campo del Sassuolo, e il 28 settembre dopo tre sconfitte consecutive arriva la prima vittoria in campionato, a San Siro contro l'Inter per 4-1, con Albin Ekdal autore di una tripletta.
Il 23 dicembre 2014 (con la squadra terzultima a 12 punti dopo 16 giornate) Zeman viene sollevato dall'incarico; al suo posto subentra Gianfranco Zola alla guida della prima squadra, con Pierluigi Casiraghi nel ruolo di vice allenatore. Il tecnico di Oliena esordisce con una pesante sconfitta sul campo del Palermo per 5-0, ma nel turno successivo dell'11 gennaio 2015 ottiene la prima vittoria casalinga in campionato contro il Cesena per 2-1. Tre giorni più tardi i rossoblù subiscono l'eliminazione dalla Coppa Italia, venendo sconfitti per 2-1 dal Parma negli ottavi di finale. La squadra conclude il girone di andata al 18º posto con 16 punti. Il girone di ritorno apre con un'altra vittoria sul Sassuolo per 2-1 e che portano i sardi fuori dalla zona retrocessione.
Il 9 marzo 2015, dopo una striscia di 6 partite nelle quali ha incassato 1 solo punto, Zola viene esonerato e la società comunica il ritorno in panchina di Zeman.
Il 21 aprile il tecnico boemo rassegna le dimissioni, dopo che anche lui ha fatto un solo punto, lasciando la squadra penultima in classifica a sette giornate dalla fine del campionato e con la salvezza distante di ben 9 punti. La società affida la squadra a Gianluca Festa, che esordisce con una vittoria in casa della Fiorentina per 3-1.
Il 17 maggio, in seguito alla sconfitta casalinga contro il Palermo per 1-0, il Cagliari retrocede matematicamente in Serie B con 2 giornate d'anticipo, dopo aver militato in Serie A per 11 campionati consecutivi. L'arrivo di Festa ha fruttato ben 13 punti ai sardi che non si rivelarono sufficienti per la salvezza.

## Divise e sponsor
Lo sponsor tecnico è Kappa. Gli sponsor di maglia sono Sardegna, Tiscali e Intesa Sanpaolo, quest'ultimo in mostra sul retro della maglia sotto il numero. Così come la stagione precedente, anche in questa annata sono state quattro le divise indossate. Le due utilizzate in casa, cioè la tradizionale rossoblù e il completo blu, esibito solo contro il Palermo, hanno avuto solo lievi modifiche nel disegno rispetto alla stagione precedente, così come lievi sono state le modifiche per la tenuta rossa. Maggiori variazioni, viceversa, per l'altra tenuta, quella bianca, in cui il rossoblù dei colori sociali è tornato ad essere presente ad inserti anziché su banda trasversale.
A causa di un contenzioso tra la Regione Sardegna e la Cagliari Calcio relativamente ai finanziamenti regionali destinati alle società professionistiche sarde, la società ha deciso di sostituire fino dal 9 dicembre 2014 il marchio della Regione con sponsor temporanei per una o più partite: Brigante (15ª e 16ª), Sol.Bat.(17ª), Pecorino romano (18ª, 19ª, 20ª e Ottavo di finale di Coppa Italia), ICIB (21ª), IN.ECO. (22ª), iZiPlay (23ª), Fluorsid (24ª e 34ª), Termomeccanica Energia (25ª), Subito.it (26ª, 27ª e 28ª), Vestis (31ª), Sardegna Travel Group (con il marchio Portalesardegna.com) (32ª e 33ª), Crai (35ª), Io tifo positivo (associazione in memoria di Candido Cannavò) (36ª) e Alarm System (37ª e 38ª).
| Casa | Trasferta | 3ª divisa | 4ª divisa |  |

## Rosa
Rosa e numerazione sono aggiornate al 3 febbraio 2015.
| N. |                    | Ruolo | Calciatore                   |
| -- | ------------------ | ----- | ---------------------------- |
| 1  | Italia (bandiera)  | P     | Simone Colombi               |
| 2  | Uruguay (bandiera) | D     | Alejandro González           |
| 3  | Italia (bandiera)  | D     | Nicola Murru                 |
| 4  | Italia (bandiera)  | C     | Lorenzo Crisetig             |
| 5  | Italia (bandiera)  | C     | Daniele Conti (capitano)     |
| 7  | Italia (bandiera)  | A     | Andrea Cossu (vice capitano) |
| 8  | Brasile (bandiera) | D     | Danilo Avelar                |
| 9  | Italia (bandiera)  | A     | Samuele Longo                |
| 10 | Brasile (bandiera) | C     | João Pedro                   |
| 12 | Italia (bandiera)  | A     | Alessandro Capello           |
| 13 | Brasile (bandiera) | A     | Caio Rangel                  |
| 14 | Italia (bandiera)  | D     | Francesco Pisano             |
| 15 | Italia (bandiera)  | D     | Luca Rossettini              |
| 16 | Italia (bandiera)  | C     | Daniele Dessena              |
| 17 | Brasile (bandiera) | A     | Diego Farias                 |
| 18 | Italia (bandiera)  | C     | Nicolò Barella               |
| 19 | Italia (bandiera)  | A     | Antonio Loi                  |
| 20 | Svezia (bandiera)  | C     | Albin Ekdal                  |

| N. |                         | Ruolo | Calciatore         |
| -- | ----------------------- | ----- | ------------------ |
| 21 | Italia (bandiera)       | D     | Antonio Balzano    |
| 22 | Italia (bandiera)       | C     | Daniele Giorico    |
| 22 | Rep. Ceca (bandiera)    | C     | Josef Hušbauer     |
| 23 | Colombia (bandiera)     | A     | Víctor Ibarbo      |
| 24 | Italia (bandiera)       | D     | Simone Benedetti   |
| 25 | Italia (bandiera)       | A     | Marco Sau          |
| 26 | Svezia (bandiera)       | C     | Sebastian Eriksson |
| 27 | Italia (bandiera)       | P     | Alessio Cragno     |
| 28 | Italia (bandiera)       | P     | Werther Carboni    |
| 29 | Italia (bandiera)       | C     | Mattia Muroni      |
| 30 | Ghana (bandiera)        | C     | Godfred Donsah     |
| 32 | Italia (bandiera)       | D     | Luca Ceppitelli    |
| 33 | Italia (bandiera)       | D     | Marco Capuano      |
| 37 | Francia (bandiera)      | D     | Modibo Diakité     |
| 40 | RD del Congo (bandiera) | A     | Paul-José M'Poku   |
| 44 | Serbia (bandiera)       | P     | Željko Brkić       |
| 90 | Croazia (bandiera)      | A     | Duje Čop           |

## Calciomercato

### Sessione estiva(dal 1º/7 al 1º/9)
| Acquisti         | Acquisti           | Acquisti      | Acquisti      |
| R.               | Nome               | da            | Modalità      |
| ---------------- | ------------------ | ------------- | ------------- |
| P                | Simone Colombi     | Atalanta      | definitivo    |
| P                | Alessio Cragno     | Brescia       | definitivo    |
| D                | Simone Benedetti   | Inter         | definitivo    |
| D                | Luca Ceppitelli    | Parma         | definitivo    |
| D                | Antonio Balzano    |               | svincolato    |
| D                | Marco Capuano      | Pescara       | prestito      |
| C                | João Pedro         | Estoril Praia | definitivo    |
| C                | Godfred Donsah     | Verona        | definitivo    |
| C                | Alessandro Capello | Bologna       | definitivo    |
| C                | Lorenzo Crisetig   | Inter         | prestito      |
| C                | Daniele Giorico    | Venezia       | fine prestito |
| A                | Caio Rangel        | Flamengo      | definitivo    |
| A                | Samuele Longo      | Inter         | prestito      |
| A                | Diego Farias       | Chievo        | prestito      |
| Altre operazioni |                    |               |               |
| R.               | Nome               | da            | Modalità      |
| D                | Ștefan Popescu     |               | svincolato    |
| C                | Radja Nainggolan   | Roma          | fine prestito |
| C                | Marco Piredda      | Como          | fine prestito |
| C                | Alberto Melis      | Aprilia       | fine prestito |

| Cessioni         | Cessioni            | Cessioni      | Cessioni          |
| R.               | Nome                | a             | Modalità          |
| ---------------- | ------------------- | ------------- | ----------------- |
| P                | Marco Silvestri     | Chievo        | fine prestito     |
| P                | Vlada Avramov       |               | svincolato        |
| D                | Marios Oikonomou    | Bologna       | definitivo        |
| D                | Gabriele Perico     | Cesena        | definitivo        |
| D                | Davide Astori       | Roma          | prestito          |
| D                | Dario Del Fabro     | Pescara       | prestito          |
| D                | Alessandro Bastrini | Novara        | fine prestito     |
| C                | Matías Cabrera      | Estoril Praia | definitivo        |
| C                | Adryan              | Flamengo      | fine prestito     |
| C                | Agim Ibraimi        | Maribor       | fine prestito     |
| C                | Andrea Tabanelli    | Cesena        | fine prestito     |
| C                | Matías Vecino       | Fiorentina    | fine prestito     |
| A                | Mauricio Pinilla    | Genoa         | definitivo        |
| A                | Nenê                |               | svincolato        |
| Altre operazioni |                     |               |                   |
| R.               | Nome                | a             | Modalità          |
| D                | Ștefan Popescu      | Ternana       | prestito          |
| D                | Marco Russu         | Como          | prestito          |
| C                | Radja Nainggolan    | Roma          | compartecipazione |
| C                | Marco Piredda       | Ternana       | prestito          |
| C                | Andrea Demontis     | San Marino    | prestito          |
| C                | Alessandro Deiola   | Tuttocuoio    | prestito          |
| A                | Alessandro Masia    | Grosseto      | prestito          |

### Sessione invernale(dal 5/1 al 5/2)
| Acquisti         | Acquisti                  | Acquisti        | Acquisti            |
| R.               | Nome                      | da              | Modalità            |
| ---------------- | ------------------------- | --------------- | ------------------- |
| P                | Željko Brkić              | Udinese         | prestito            |
| D                | Modibo Diakité            |                 | svincolato          |
| D                | Alejandro Damián González | Verona          | prestito            |
| C                | Paul-José M'Poku          | Standard Liegi  | prestito            |
| C                | Josef Hušbauer            | Sparta Praga    | prestito            |
| A                | Duje Čop                  | Dinamo Zagabria | prestito            |
| Altre operazioni |                           |                 |                     |
| R.               | Nome                      | da              | Modalità            |
| D                | Marco Capuano             | Pescara         | riscatto cartellino |

| Cessioni         | Cessioni           | Cessioni     | Cessioni                                                                                               |
| R.               | Nome               | a            | Modalità                                                                                               |
| ---------------- | ------------------ | ------------ | --- |
| D                | Simone Benedetti   | Bari         | prestito                                                                                               |
| C                | Sebastian Eriksson | IFK Göteborg | prestito                                                                                               |
| C                | Daniele Giorico    | Venezia      | prestito                                                                                               |
| A                | Alessandro Capello | Varese       | prestito                                                                                               |
| A                | Antonio Loi        | Carpi        | prestito                                                                                               |
| A                | Víctor Ibarbo      | Roma         | prestito oneroso di 2,5 milioni con diritto di riscatto a fine stagione fissato a 12,5 milioni di euro |
| Altre operazioni |                    |              | |
| R.               | Nome               | a            | Modalità                                                                                               |
| A                | Nicholas Muzzi     | Sampdoria    | definitivo                                                                                             |

## Risultati

### Serie A

#### Girone di andata
| Arbitro: | Valeri (Roma) |

|          |           |         |
| Zaza 42’ | Marcatori | 44’ Sau |

| Arbitro: | Cervellera (Taranto) |

|                  |           |                            |
| Cossu 85’ (rig.) | Marcatori | 4’ Estigarribia 67’ Boakye |

| Arbitro: | Peruzzo (Schio) |

|                         |           |  |
| Destro 10’ Florenzi 13’ | Marcatori |  |

| Arbitro: | Irrati (Pistoia) |

|           |           |                           |
| Cossu 11’ | Marcatori | 21’ Glik 29’ Quagliarella |

| Arbitro: | Banti (Livorno) |

|             |           |                             |
| Osvaldo 18’ | Marcatori | 10’ Sau 29’, 34’, 44’ Ekdal |

| Arbitro: | Giacomelli (Trieste) |

|                |           |  |
| Tachtsidis 89’ | Marcatori |  |

| Arbitro: | Gervasoni (Mantova) |

|                           |           |                           |
| Avelar 59’ (rig.) Sau 77’ | Marcatori | 28’ Gabbiadini 38’ Obiang |

| Arbitro: | Pairetto (Nichelino) |

|  |           |                                            |
|  | Marcatori | 31’ Sau 36’, 38’ (rig.) Avelar 45+2’ Ekdal |

| Arbitro: | Doveri (Roma) |

|            |           |                 |
| Ibarbo 24’ | Marcatori | 34’ Bonaventura |

| Arbitro: | Di Bello (Brindisi) |

|                                       |           |                                     |
| Mauri 7’ Klose 25’, 26’ Ederson 90+2’ | Marcatori | 48’ (aut.) Braafheid 84’ João Pedro |

| Arbitro: | Peruzzo (Schio) |

|            |           |                       |
| Farias 16’ | Marcatori | 53’ (aut.) Rossettini |

| Arbitro: | Tommasi (Bassano del Grappa) |

|                                     |           |                            |
| Higuaín 11’ Inler 30’ de Guzmán 62’ | Marcatori | 38’ Ibarbo 47’, 68’ Farias |

| Arbitro: | Calvarese (Teramo) |

|  |           |                                           |
|  | Marcatori | 17’, 55’ Fernández 69’ Gómez 74’ Cuadrado |

| Arbitro: | Mariani (Aprilia) |

|  |           |                           |
|  | Marcatori | 3’ Meggiorini 9’ Paloschi |

| Parma 14 dicembre 2014, ore 15:00 CET 15ª giornata | Parma         | 0 – 0 referto | Cagliari | Stadio Ennio Tardini (10 646 spett.)\| Arbitro: \| Valeri (Roma) \| |
| Arbitro:                                           | Valeri (Roma) |               |          |                                                                     |

| Arbitro: | Mazzoleni (Bergamo) |

|                |           |                                 |
| Rossettini 65’ | Marcatori | 3’ Tévez 15’ Vidal 50’ Llorente |

| Arbitro: | Peruzzo (Schio) |

|                                                            |           |  |
| Morganella 6’ Muñoz 10’ Dybala 33’ (rig.), 72’ Barreto 85’ | Marcatori |  |

| Arbitro: | Rizzoli (Bologna) |

|                           |           |             |
| João Pedro 11’ Donsah 27’ | Marcatori | 89’ Brienza |

| Arbitro: | Di Bello (Brindisi) |

|                       |           |                                    |
| Allan 55’ Théréau 56’ | Marcatori | 39’ João Pedro 90+1’ (rig.) Avelar |

#### Girone di ritorno
| Arbitro: | Rocchi (Firenze) |

|                        |           |            |
| Rossettini 20’ Čop 79’ | Marcatori | 76’ Acerbi |

| Arbitro: | Orsato (Schio) |

|                         |           |             |
| Biava 18’ Pinilla 90+4’ | Marcatori | 44’ Dessena |

| Arbitro: | Tagliavento (Terni) |

|              |           |                        |
| M'Poku 90+5’ | Marcatori | 37’ Ljajić 85’ Paredes |

| Arbitro: | Calvarese (Teramo) |

|                 |           |            |
| El Kaddouri 35’ | Marcatori | 34’ Donsah |

| Arbitro: | Mazzoleni (Bergamo) |

|                    |           |                        |
| Carrizo 74’ (aut.) | Marcatori | 47’ Kovačić 68’ Icardi |

| Arbitro: | Valeri (Roma) |

|           |           |                   |
| Conti 90’ | Marcatori | 9’ Toni 56’ Gómez |

| Arbitro: | Tommasi (Bassano del Grappa) |

|                            |           |  |
| De Silvestri 33’ Eto'o 72’ | Marcatori |  |

| Arbitro: | Rizzoli (Bologna) |

|                |           |              |
| João Pedro 20’ | Marcatori | 90+3’ Vecino |

| Arbitro: | Tagliavento (Terni) |

|                                 |           |            |
| Ménez 21’, 78’ (rig.) Mexès 49’ | Marcatori | 47’ Farias |

| Arbitro: | Rocchi (Firenze) |

|         |           |                                          |
| Sau 49’ | Marcatori | 31’ Klose 60’ (rig.) Biglia 90+2’ Parolo |

| Arbitro: | Russo (Nola) |

|                      |           |  |
| Niang 52’ Falque 58’ | Marcatori |  |

| Arbitro: | Valeri (Roma) |

|  |           |                                                  |
|  | Marcatori | 24’ Callejón 45+1’ (aut.) Balzano 59’ Gabbiadini |

| Arbitro: | Guida (Torre Annunziata) |

|               |           |                          |
| Gilardino 74’ | Marcatori | 7’, 59’ Čop 90+2’ Farias |

| Arbitro: | Di Bello (Brindisi) |

|                |           |  |
| Meggiorini 11’ | Marcatori |  |

| Arbitro: | Irrati (Pistoia) |

|                                        |           |  |
| Ekdal 3’ Farias 14’ M'Poku 38’ Čop 63’ | Marcatori |  |

| Arbitro: | Peruzzo (Schio) |

|           |           |                |
| Pogba 45’ | Marcatori | 85’ Rossettini |

| Arbitro: | Cervellera (Taranto) |

|  |           |            |
|  | Marcatori | 9’ Vázquez |

| Arbitro: | Abbattista (Molfetta) |

|  |           |           |
|  | Marcatori | 90+1’ Sau |

| Arbitro: | Manganiello (Pinerolo) |

|                                                        |           |                                       |
| Sau 13’ João Pedro 19’ M'Poku 79’ Fernandes 85’ (aut.) | Marcatori | 44’ Aguirre 81’ Fernandes 88’ Théréau |

### Coppa Italia

#### Turni preliminari
| Arbitro: | Gervasoni (Mantova) |

|                   |           |  |
| Sau 4’ Farias 18’ | Marcatori |  |

| Arbitro: | Di Paolo (Avezzano) |

|                                                         |                      |                                                          |
| Conti 59’ (rig.) Longo 90+3’, 101’ Farias 119’          | Marcatori            | 6’ (aut.) Cragno 68’ Luppi 98’, 109’ (rig.) Granoche     |
| Conti Rossettini Farias João Pedro Crisetig Longo Murru | Tiri di rigore 5 – 4 | Schiavone Nizzetto Granoche Gatto Osuji Marzorati Cionek |

#### Fase finale
| Arbitro: | Cervellera (Taranto) |

|                         |           |         |
| Paletta 45’ Rispoli 84’ | Marcatori | 69’ Sau |

## Statistiche

### Statistiche di squadra
Aggiornato al 31 maggio 2015

| Competizione | Punti | In casa | In casa | In casa | In casa | In casa | In casa | In trasferta | In trasferta | In trasferta | In trasferta | In trasferta | In trasferta | Totale | Totale | Totale | Totale | Totale | Totale | D.R |
| Competizione | Punti | G       | V       | N       | P       | Gf      | Gs      | G            | V            | N            | P            | Gf           | Gs           | G      | V      | N      | P      | Gf     | Gs     | D.R |
| ------------ | ----- | ------- | ------- | ------- | ------- | ------- | ------- | ------------ | ------------ | ------------ | ------------ | ------------ | ------------ | ------ | ------ | ------ | ------ | ------ | ------ | --- |
| Serie A      | 34    | 19      | 4       | 4       | 11      | 24      | 36      | 19           | 4            | 6            | 9            | 24           | 32           | 38     | 8      | 10     | 20     | 48     | 68     | -20 |
| Coppa Italia | -     | 2       | 1       | 1       | 0       | 6       | 4       | 1            | 0            | 0            | 1            | 1            | 2            | 3      | 1      | 1      | 1      | 7      | 6      | +1  |
| Totale       | -     | 21      | 5       | 5       | 11      | 30      | 40      | 20           | 4            | 6            | 10           | 25           | 34           | 41     | 9      | 11     | 21     | 55     | 74     | -19 |

### Andamento in campionato
| Giornata  | 1 | 2  | 3  | 4  | 5  | 6  | 7  | 8  | 9  | 10 | 11 | 12 | 13 | 14 | 15 | 16 | 17 | 18 | 19 | 20 | 21 | 22 | 23 | 24 | 25 | 26 | 27 | 28 | 29 | 30 | 31 | 32 | 33 | 34 | 35 | 36 | 37 | 38 |
| --------- | - | -- | -- | -- | -- | -- | -- | -- | -- | -- | -- | -- | -- | -- | -- | -- | -- | -- | -- | -- | -- | -- | -- | -- | -- | -- | -- | -- | -- | -- | -- | -- | -- | -- | -- | -- | -- | -- |
| Luogo     | T | C  | T  | C  | T  | T  | C  | T  | C  | T  | C  | T  | C  | C  | T  | C  | T  | C  | T  | C  | T  | C  | T  | C  | C  | T  | C  | T  | C  | T  | C  | T  | T  | C  | T  | C  | T  | C  |
| Risultato | N | P  | P  | P  | V  | P  | N  | V  | N  | P  | N  | N  | P  | P  | N  | P  | P  | V  | N  | V  | P  | P  | N  | P  | P  | P  | N  | P  | P  | P  | P  | V  | P  | V  | N  | P  | V  | V  |
| Posizione | 7 | 13 | 18 | 20 | 14 | 15 | 17 | 12 | 14 | 15 | 15 | 16 | 16 | 18 | 18 | 18 | 18 | 18 | 18 | 17 | 17 | 18 | 18 | 18 | 18 | 18 | 18 | 18 | 19 | 19 | 19 | 18 | 18 | 18 | 18 | 18 | 18 | 18 |

Fonte: 1 Serie A – Classifiche, su sport.sky.it, Sky Sport. URL consultato il 31 agosto 2014 (archiviato dall'url originale l'11 settembre 2014).
Legenda:

Luogo: C = Casa; T = Trasferta. Risultato: V = Vittoria; N = Pareggio; P = Sconfitta.

### Statistiche dei giocatori
Sono in corsivo i calciatori che hanno lasciato la società a stagione in corso.
| Giocatore     | Serie A  | Serie A | Serie A     | Serie A    | Coppa Italia | Coppa Italia | Coppa Italia | Coppa Italia | Totale   | Totale | Totale      | Totale     |
| Giocatore     | Presenze | Reti    | Ammonizioni | Espulsioni | Presenze     | Reti         | Ammonizioni  | Espulsioni   | Presenze | Reti   | Ammonizioni | Espulsioni |
| ------------- | -------- | ------- | ----------- | ---------- | ------------ | ------------ | ------------ | ------------ | -------- | ------ | ----------- | ---------- |
| D. Avelar     | 31       | 4       | 11          | 1          | 1            | 0            | 0            | 0            | 32       | 4      | 11          | 1          |
| A. Balzano    | 25       | 0       | 7           | 0          | 1            | 0            | 0            | 0            | 26       | 0      | 7           | 0          |
| N. Barella    | 3        | 0       | 1           | 0          | 1            | 0            | 1            | 0            | 4        | 0      | 2           | 0          |
| S. Benedetti  | 5        | 0       | 1           | 0          | 1            | 0            | 0            | 0            | 6        | 0      | 1           | 0          |
| Z. Brkić      | 21       | -34     | 0           | 0          | 0            | 0            | 0            | 0            | 21       | -34    | 0           | 0          |
| A. Capello    | 0        | 0       | 0           | 0          | 1            | 0            | 0            | 0            | 1        | 0      | 0           | 0          |
| M. Capuano    | 15       | 0       | 2           | 0          | 1            | 0            | 0            | 0            | 16       | 0      | 2           | 0          |
| L. Ceppitelli | 25       | 0       | 7           | 0          | 2            | 0            | 0            | 0            | 27       | 0      | 7           | 0          |
| S. Colombi    | 3        | -8      | 1           | 0          | 1            | -2           | 0            | 0            | 4        | -10    | 1           | 0          |
| D. Conti      | 18       | 1       | 10          | 1          | 3            | 1            | 1            | 0            | 21       | 2      | 11          | 1          |
| D. Čop        | 16       | 4       | 1           | 0          | 1            | 0            | 0            | 0            | 17       | 4      | 1           | 0          |
| A. Cossu      | 22       | 2       | 5           | 1          | 2            | 0            | 0            | 0            | 24       | 2      | 5           | 1          |
| A. Cragno     | 14       | -26     | 0           | 0          | 2            | -4           | 0            | 0            | 16       | -30    | 0           | 0          |
| L. Crisetig   | 28       | 0       | 8           | 0          | 2            | 0            | 0            | 0            | 30       | 0      | 8           | 0          |
| D. Dessena    | 28       | 1       | 4           | 0          | 2            | 0            | 0            | 0            | 30       | 1      | 4           | 0          |
| M. Diakité    | 9        | 0       | 1           | 1          | 0            | 0            | 0            | 0            | 9        | 0      | 1           | 1          |
| G. Donsah     | 21       | 2       | 1           | 0          | 2            | 0            | 0            | 0            | 23       | 2      | 1           | 0          |
| A. Ekdal      | 33       | 5       | 7           | 0          | 1            | 0            | 0            | 0            | 34       | 5      | 7           | 0          |
| D. Farias     | 29       | 6       | 7           | 0          | 3            | 2            | 0            | 0            | 32       | 8      | 7           | 0          |
| A. González   | 7        | 0       | 2           | 0          | 1            | 0            | 0            | 0            | 8        | 0      | 2           | 0          |
| J. Hušbauer   | 2        | 0       | 0           | 0          | 1            | 0            | 0            | 0            | 3        | 0      | 0           | 0          |
| V. Ibarbo     | 13       | 2       | 4           | 1          | 1            | 0            | 0            | 0            | 14       | 2      | 4           | 1          |
| S. Longo      | 27       | 0       | 4           | 0          | 2            | 2            | 0            | 0            | 29       | 2      | 4           | 0          |
| P. M'Poku     | 16       | 3       | 4           | 0          | 0            | 0            | 0            | 0            | 16       | 3      | 4           | 0          |
| N. Murru      | 8        | 0       | 2           | 1          | 2            | 0            | 2            | 0            | 10       | 0      | 4           | 1          |
| J. Pedro      | 29       | 5       | 4           | 0          | 1            | 0            | 0            | 0            | 30       | 5      | 4           | 0          |
| F. Pisano     | 13       | 0       | 1           | 0          | 1            | 0            | 1            | 0            | 14       | 0      | 2           | 0          |
| C. Rangel     | 6        | 0       | 0           | 0          | 2            | 0            | 0            | 0            | 8        | 0      | 0           | 0          |
| L. Rossettini | 32       | 3       | 12          | 0          | 2            | 0            | 0            | 0            | 34       | 3      | 12          | 0          |
| M. Sau        | 28       | 7       | 3           | 0          | 2            | 2            | 0            | 0            | 30       | 9      | 3           | 0          |